# Nikki Fritz
Nikki Goldstein, más conocida por su nombre artístico de Nikki Fritz (Pittsburgh, Pensilvania, 7 de abril de 1964-Los Ángeles, 25 de febrero de 2020) fue una modelo y actriz estadounidense, conocida por sus apariciones en programas de TV y filmes eróticos, sobre todo los transmitidos por el canal Cinemax. También ha aparecido en publicaciones como la revista Femme Fatales y en la website Danni's Hard Drive, de Danni Ashe.

## Biografía
Estudió artes escénicas con Howard Fine, conocido en Los Ángeles como "The Hollywood Coach" (el instructor de Hollywood), antes de aparecer brevemente como una bikini girl (chica en bikini) en el film Spring Break, de la productora Columbia Pictures.
Tras esta época de fama, trabajó para el legendario productor Roger Corman en filmes Clase B como Dinosaur Island. Su más prominente exposición para la audiencia fue en un pequeño papel en la película de Doug Liman Go, de 1999. En 2004 protagonizó el film pornográfico softcore Sinful Obsession.
Nikki Fritz ha aparecido en más de cien filmes[cita requerida] y programas de televisión. Tiene su propio website oficial, y estaba casada con el actor y director de cine para adultos Jonathan Morgan.
Falleció a los cincuenta y cinco años en Los Ángeles el 25 de febrero de 2020 a consecuencia de un cáncer.

## Apariciones notables en TV
- Beverly Hills Bordello interpretando a "Paige" en el episodio: "Drawing the Line" (1996).
- Beverly Hills Bordello interpretando a "Jocelyn" en el episodio: "Exchange Program" (1996).
- Intimate Sessions interpretando a "Tamara/Stella" en el episodio: "Tamara" (1998).
- Nightcap interpretando a "Trina" en cuatro episodios.
- Bedtime Stories interpretando a "Susan" en el episodio: "Another Woman" (2000).
- The Money $hot interpretando a "Cassidy Flint" en seis episodios (2001).